# Xenops
Xenops é um gênero de ave da família Furnariidae.

## Espécies
- Xenops tenuirostris Pelzeln, 1859
- Xenops minutus (Sparrman, 1788)
- Xenops rutilans Temminck, 1821